# Pululano

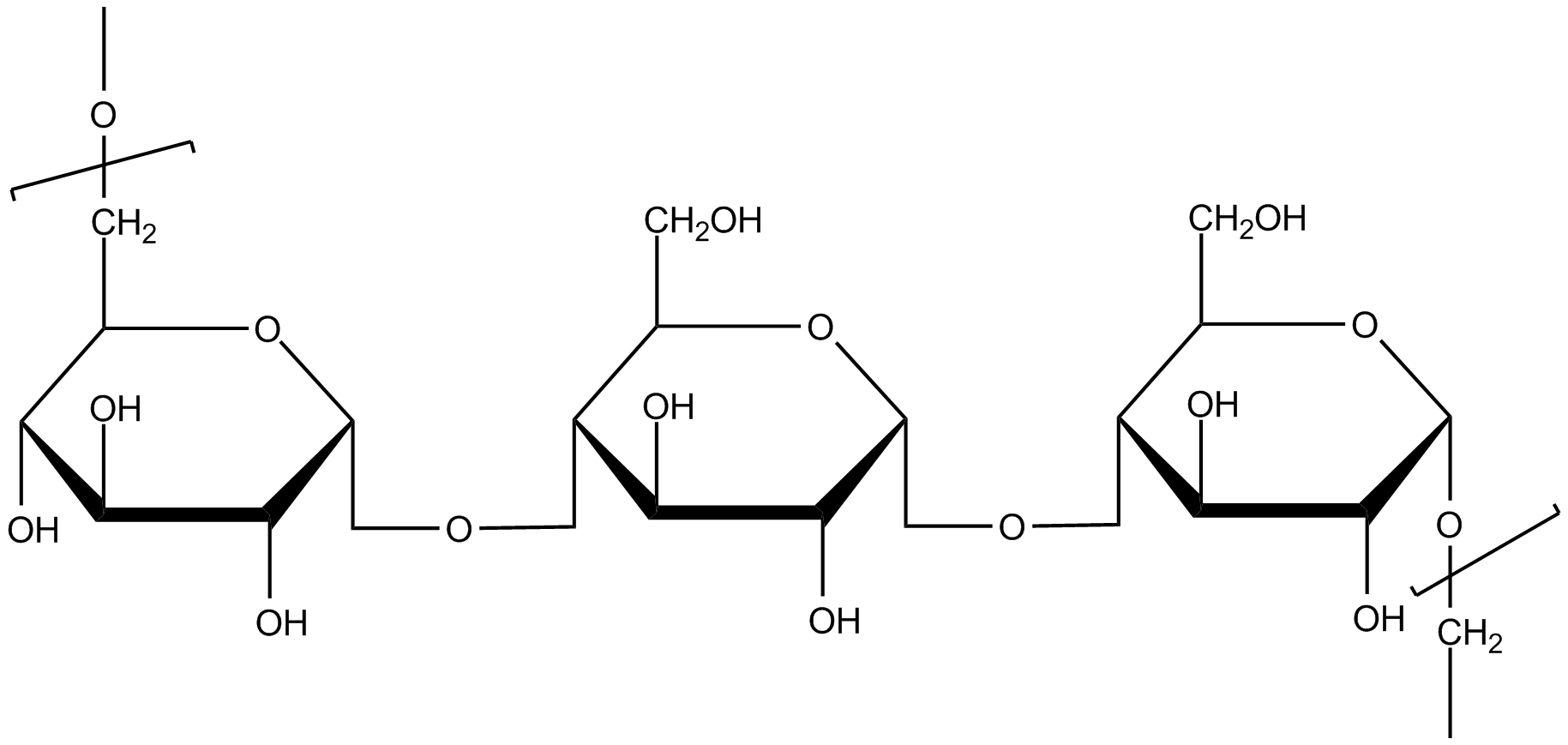
Composición del Pululano.

El pululano es un polisacárido formado por unidades de maltotriosa. Es también conocido como α-1, 4 -, α-1 ,6-glucano. Tres unidades de glucosa conectadas por un enlace α-1, 4 glucosídico forman maltotriosa, mientras que los monómeros consecutivos de dicho compuesto están conectados entre sí por un enlace α-1, 6 glucosídico. El pululano es producido a partir de almidón por el hongo Aureobasidium pullulans. 
En la industria alimentaria, al igual que la mayoría de los polímeros insípidos, el principal uso del pululano es en la fabricación de películas comestibles utilizadas para refrescar el aliento o varios productos de higiene bucal. Como aditivo alimentario, es conocido por el número E1204.